# دانا سيمبسون
دانا سيمبسون (بالإنجليزية: Dana Simpson)‏ هي رسامة كارتون أمريكية، ولدت في 23 أبريل 1977 في بولمان في الولايات المتحدة.

## وصلات خارجية
- دانا سيمبسون على موقع ميوزك برينز (الإنجليزية)